# Satellite Award de la meilleure actrice

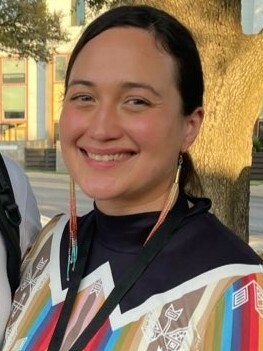
Lily Gladstone, gagnante de 2023.

Le Satellite Award de la meilleure actrice (Satellite Award for Best Actress – Motion Picture) est une récompense cinématographique américaine décernée depuis 1997 par l'International Press Academy récompensant les meilleurs films sortis au cours de l'année écoulée.
De 2011 à 2017, la catégorie résulte de la fusion des catégories Meilleure actrice dans un film dramatique (Satellite Award for Best Actress – Drama) et Meilleure actrice dans un film musical ou une comédie (Satellite Award for Best Actress – Musical or Comedy).
Depuis 2018, les 2 catégories, à savoir Meilleure actrice dans un film dramatique et Meilleure actrice dans un film musical ou une comédie, sont recréées.

## Palmarès
Note : les gagnants sont indiqués en gras.
Le symbole ♕ rappelle le gagnant et ♙ une nomination à l'Oscar de la meilleure actrice.

### Années 1990
De 1997 à 2010, 2 catégories : Meilleure actrice dans un film dramatique et Meilleure actrice dans un film musical ou une comédie.
- 1997 : 
  - Meilleure actrice dans un film dramatique : Frances McDormand pour le rôle de Marge Gunderson dans Fargo ♕
    - Brenda Blethyn pour le rôle de Cynthia Rose Purley dans Secrets et Mensonges (Secrets and Lies) ♙
    - Robin Wright Penn pour le rôle de Moll Flanders dans Moll Flanders, ou les mémoires d'une courtisane (Moll Flanders)
    - Kristin Scott Thomas pour le rôle de Katharine Clifton dans Le Patient anglais (The English Patient) ♙
    - Emily Watson pour le rôle de Bess McNeill dans Breaking the Waves ♙

  - Meilleure actrice dans un film musical ou une comédie : Gwyneth Paltrow pour le rôle d'Emma Woodhouse dans Emma, l'entremetteuse (Emma)
    - Glenn Close pour le rôle de Cruella DeVil dans Les 101 Dalmatiens (101 Dalmatians)
    - Shirley MacLaine pour le rôle de Grace Winterbourne dans Mrs. Winterbourne
    - Heather Matarazzo pour le rôle de Dawn Wiener dans Bienvenue dans l'âge ingrat (Welcome to the Dollhouse)
    - Bette Midler pour le rôle de Brenda Morelli Cushman dans Le Club des ex (The First Wives Club)

- 1998 : 
  - Meilleure actrice dans un film dramatique : Judi Dench pour le rôle de Victoria dans La Dame de Windsor (Mrs. Brown) ♙
    - Joan Allen pour le rôle de Elena Hood dans Ice Storm (The Ice Storm)
    - Helena Bonham Carter pour le rôle de Kate Croy dans Les Ailes de la colombe (The Wings of the Dove) ♙
    - Julie Christie pour le rôle de Phyllis Mann dans L'Amour... et après (Afterglow) ♙
    - Kate Winslet pour le rôle de Rose DeWitt Bukater dans Titanic ♙

  - Meilleure actrice dans un film musical ou une comédie : Helen Hunt pour le rôle de Carol Connelly dans Pour le pire et pour le meilleur (As Good as It Gets) ♕
    - Pam Grier pour le rôle de Jackie Brown dans Jackie Brown
    - Lisa Kudrow pour le rôle de Michele Weinberger dans Romy et Michelle, 10 ans après (Romy and Michele's High School Reunion)
    - Parker Posey pour le rôle de Jackie-O Pascal dans The House of Yes
    - Julia Roberts pour le rôle de Julianne Potters dans Le Mariage de mon meilleur ami (My Best Friend's Wedding)

- 1999 : 
  - Meilleure actrice dans un film dramatique : Cate Blanchett pour le rôle de la reine Élisabeth Ire dans Elizabeth ♙
    - Helena Bonham Carter pour le rôle de Jane Hatchard dans Envole-moi (The Theory of Flight)
    - Fernanda Montenegro pour le rôle de Dora dans Central do Brasil ♙
    - Susan Sarandon pour le rôle de Jackie Harrison dans Ma meilleure ennemie (Stepmom)
    - Meryl Streep pour le rôle de Kate Gulden dans Contre-jour (One True Thing) ♙
    - Emily Watson pour le rôle de Jacqueline "Jackie" du Pré dans Hilary et Jackie (Hilary and Jackie) ♙

  - Meilleure actrice dans un film musical ou une comédie : Christina Ricci pour le rôle de Dede Truitt dans Sexe et autres complications (The Opposite of Sex)
    - Jane Horrocks pour le rôle de Little Voice dans Little Voice
    - Holly Hunter pour le rôle de Judith Moore dans D'une vie à l'autre (Living Out Loud)
    - Gwyneth Paltrow pour le rôle de Viola de Lesseps dans Shakespeare in Love ♕
    - Meg Ryan pour le rôle de Kathleen Kelly dans Vous avez un mess@ge (You've Got M@il)

### Années 2000
- 2000 : 
  - Meilleure actrice dans un film dramatique : Hilary Swank pour le rôle de Brandon Teena dans Boys Don't Cry ♕
    - Annette Bening pour le rôle de Carolyn Burnham dans American Beauty ♙
    - Elaine Cassidy pour le rôle de Felicia dans Le Voyage de Félicia (Felicia's Journey)
    - Nicole Kidman pour le rôle de Alice Harford dans Eyes Wide Shut
    - Youki Kudoh pour le rôle de Hatsue Miyamoto dans La neige tombait sur les cèdres (Snow falling on cedars)
    - Sigourney Weaver pour le rôle de Alice Goodwin dans Une carte du monde (A Map of the World)

  - Meilleure actrice dans un film musical ou une comédie : Janet McTeer pour le rôle de Mary Jo Walker dans Libres comme le vent (Tumbleweeds) ♙
    - Julianne Moore pour le rôle de Laura Cheveley dans Un mari idéal (An Ideal Husband)
    - Frances O'Connor pour le rôle de Fanny Price dans Mansfield Park
    - Julia Roberts pour le rôle de Anna Scott dans Coup de foudre à Notting Hill (Notting Hill)
    - Cecilia Roth pour le rôle de Manuela dans Tout sur ma mère (Todo sobre mi madre)
    - Reese Witherspoon pour le rôle de Tracy Flick dans L'Arriviste (Election)

- 2001 : 
  - Meilleure actrice dans un film dramatique : Ellen Burstyn pour le rôle de Sara Goldfarb dans Requiem for a Dream ♙
    - Joan Allen pour le rôle de Laine Hanson dans Manipulations (The Contender) ♙
    - Gillian Anderson pour le rôle de Lily Bart dans Chez les heureux du monde (The House of Mirth)
    - Björk Guðmundsdóttir pour le rôle de Selma Jezkova dans Dancer in the Dark
    - Laura Linney pour le rôle de Samantha Prescott dans Tu peux compter sur moi (You Can Count on Me) ♙
    - Julia Roberts pour le rôle d'Erin Brockovich dans Erin Brockovich, seule contre tous (Erin Brockovich) ♕

  - Meilleure actrice dans un film musical ou une comédie : Renée Zellweger pour le rôle de Betty Sizemore dans Nurse Betty (Nurse Betty - Gefährliche Träume)
    - Brenda Blethyn pour le rôle de Grace Trevethyn dans Saving Grace
    - Sandra Bullock pour le rôle de Gracie Hart dans Miss Détective (Miss Congeniality)
    - Glenn Close pour le rôle de Cruella DeVil dans Les 102 Dalmatiens (102 Dalmatians)
    - Cameron Diaz pour le rôle de Natalie Cook dans Charlie et ses drôles de dames (Charlie's Angels)
    - Jenna Elfman pour le rôle de Anna Reilly dans Au nom d'Anna (Keeping the faith)

- 2002 : 
  - Meilleure actrice dans un film dramatique : Sissy Spacek pour le rôle de Ruth Fowler dans In the Bedroom ♙
    - Cate Blanchett pour le rôle de Charlotte Gray dans Charlotte Gray
    - Judi Dench pour le rôle de Iris Murdoch dans Iris ♙
    - Halle Berry pour le rôle de Leticia Musgrove dans À l'ombre de la haine (Monster's Ball) ♕
    - Nicole Kidman pour le rôle de Grace Stewart dans Les Autres (The Others) ♙
    - Tilda Swinton pour le rôle de Margaret Hall dans Bleu profond (The Deep End)

  - Meilleure actrice dans un film musical ou une comédie : Nicole Kidman pour le rôle de Satine dans Moulin Rouge (Moulin Rouge!)
    - Thora Birch pour le rôle d'Enid dans Ghost World
    - Audrey Tautou pour le rôle d'Amélie Poulain dans Le Fabuleux Destin d'Amélie Poulain
    - Sigourney Weaver pour le rôle de Max Conners dans Beautés empoisonnées (Heartbreakers)
    - Reese Witherspoon pour le rôle d'Elle Woods dans La Revanche d'une blonde (Legally Blonde)
    - Renée Zellweger pour le rôle de Bridget Jones dans Le Journal de Bridget Jones (Bridget Jones's Diary) ♙

- 2003 : 
  - Meilleure actrice dans un film dramatique : Diane Lane pour le rôle de Connie Sumner dans Infidèle (Unfaithful) ♙
    - Salma Hayek pour le rôle de Frida Kahlo dans Frida ♙
    - Nicole Kidman pour le rôle de Virginia Woolf dans The Hours ♕
    - Julianne Moore pour le rôle de Cathy Whitaker dans Loin du paradis (Far from Heaven) ♙
    - Sigourney Weaver pour le rôle de Joan dans The Guys
    - Meryl Streep pour le rôle de Clarissa Vaughan dans The Hours

  - Meilleure actrice dans un film musical ou une comédie : Jennifer Westfeldt pour le rôle de Jessica Stein dans La Tentation de Jessica (Kissing Jessica Stein)
    - Jennifer Aniston pour le rôle de Justine Last dans The Good Girl
    - Maggie Gyllenhaal pour le rôle de Lee Holloway dans La Secrétaire (Secretary)
    - Catherine Keener pour le rôle de Michelle Marks dans Lovely & Amazing
    - Nia Vardalos pour le rôle de Toula Portokalos dans Mariage à la grecque (My Big Fat Greek Wedding)
    - Renée Zellweger pour le rôle de Roxie Hart dans Chicago ♙

- 2004 : 
  - Meilleure actrice dans un film dramatique : Charlize Theron pour le rôle d'Aileen Wuornos dans Monster ♕
    - Toni Collette pour le rôle de Sandy Edwards dans Japanese Story
    - Jennifer Connelly pour le rôle de Kathy dans House of Sand and Fog
    - Samantha Morton pour le rôle de Sarah dans In America ♙
    - Nikki Reed pour le rôle de Evie Zamora dans Thirteen
    - Naomi Watts pour le rôle de Cristina Peck dans 21 Grammes (21 Grams) ♙
    - Evan Rachel Wood pour le rôle de Tracy Louise Freeland dans Thirteen

  - Meilleure actrice dans un film musical ou une comédie : Diane Keaton pour le rôle de Erica Barry dans Tout peut arriver (Something's Gotta Give) ♙
    - Jamie Lee Curtis pour le rôle de Tess Coleman dans Freaky Friday : Dans la peau de ma mère (Freaky Friday)
    - Hope Davis pour le rôle de Joyce Brabner dans American Splendor
    - Katie Holmes pour le rôle d'April Burns dans Pieces of April
    - Diane Lane pour le rôle de Frances dans Sous le soleil de Toscane (Under the Tuscan Sun)
    - Helen Mirren pour le rôle de Chris Harper dans Calendar Girls

- 2005 (janvier) : 
  - Meilleure actrice dans un film dramatique : Hilary Swank pour le rôle de Maggie Fitzgerald dans Million Dollar Baby ♕
    - Laura Linney pour le rôle de Louise Harrington dans P.S.
    - Catalina Sandino Moreno pour le rôle de María Álvarez dans Maria, pleine de grâce (Maria Full of Grace) ♙
    - Imelda Staunton pour le rôle de Vera Drake dans Vera Drake ♙
    - Uma Thurman pour le rôle de Beatrix Kiddo dans Kill Bill: Vol. 2
    - Sigourney Weaver pour le rôle de Sandy Travis dans Imaginary Heroes

  - Meilleure actrice dans un film musical ou une comédie : Annette Bening pour le rôle de Julia Lambert dans Adorable Julia (Being Julia) ♙
    - Jena Malone pour le rôle de Mary dans Saved!
    - Natalie Portman pour le rôle de Sam dans Garden State
    - Emmy Rossum pour le rôle de Christine Daaé dans Le Fantôme de l'Opéra (The Phantom of the Opera)
    - Kerry Washington pour le rôle de Della Bea Robinson dans Ray
    - Kate Winslet pour le rôle de Clementine Kruczynski dans Eternal Sunshine of the Spotless Mind ♙

- 2005 (décembre) : 
  - Meilleure actrice dans un film dramatique : Felicity Huffman pour le rôle de Bree dans Transamerica ♙
    - Toni Collette pour le rôle de Rose dans In Her Shoes
    - Julianne Moore pour le rôle de Evelyn Ryan dans The Prize Winner of Defiance, Ohio
    - Charlize Theron pour le rôle de Josey Aimes dans L'Affaire Josey Aimes (North Country) ♙
    - Robin Wright Penn pour le rôle de Diana dans Nine Lives
    - Zhang Ziyi pour le rôle de Chiyo / Sayuri dans Mémoires d'une geisha (Memoirs of a Geisha)

  - Meilleure actrice dans un film musical ou une comédie : Reese Witherspoon pour le rôle de June Carter Cash dans Walk the Line ♕
    - Joan Allen pour le rôle de Terry Wolfmeyer dans Les Bienfaits de la colère (The Upside of Anger)
    - Judi Dench pour le rôle de Laura Henderson dans Madame Henderson présente (Mrs. Henderson Presents) ♙
    - Claire Danes pour le rôle de Mirabelle dans Shopgirl
    - Keira Knightley pour le rôle d'Elizabeth Bennet dans Orgueil et Préjugés (Pride & Prejudice) ♙
    - Joan Plowright pour le rôle de Mrs. Palfrey dans Mrs. Palfrey at the Claremont

- 2006 : 
  - Meilleure actrice dans un film dramatique : Helen Mirren pour le rôle de la reine Élisabeth II dans The Queen ♕
    - Penélope Cruz pour le rôle de Raimunda dans Volver ♙
    - Judi Dench pour le rôle de Barbara Covett dans Chronique d'un scandale (Notes on a Scandal) ♙
    - Maggie Gyllenhaal pour le rôle de Sherry Swanson dans SherryBaby
    - Gretchen Mol pour le rôle de Bettie Page dans The Notorious Bettie Page
    - Kate Winslet pour le rôle de Sarah Pierce dans Little Children ♙

  - Meilleure actrice dans un film musical ou une comédie : Meryl Streep pour le rôle de Miranda Priestly dans Le diable s'habille en Prada (The Devil wears Prada) ♙
    - Annette Bening pour le rôle de Deirdre Burroughs dans Courir avec des ciseaux (Running with Scissors)
    - Toni Collette pour le rôle de Sheryl Hoover dans Little Miss Sunshine
    - Beyoncé Knowles pour le rôle de Deena Jones dans Dreamgirls
    - Julie Walters pour le rôle de Evie Walton dans Leçons de conduite (Driving Lessons)
    - Jodie Whittaker pour le rôle de Jessie dans Venus

- 2007[1] :  
  - Meilleure actrice dans un film dramatique : Marion Cotillard pour le rôle d'Édith Piaf dans La Môme ♕
    - Julie Christie pour le rôle de Fiona Anderson dans Loin d'elle (Away from Her) ♙
    - Angelina Jolie pour le rôle de Mariane Pearl dans Un cœur invaincu (A Mighty Heart)
    - Keira Knightley pour le rôle de Cecilia Tallis dans Reviens-moi (Atonement)
    - Laura Linney pour le rôle de Wendy Savage dans La Famille Savage (The Savages) ♙
    - Tilda Swinton pour le rôle de Lydie Crane dans Stephanie Daley

  - Meilleure actrice dans un film musical ou une comédie : Elliot Page pour le rôle de Juno MacGuff dans Juno ♙
    - Amy Adams pour le rôle de Giselle dans Il était une fois (Enchanted)
    - Cate Blanchett pour le rôle de Jude Quinn dans I'm Not There ♙
    - Katherine Heigl pour le rôle de Alison Scott dans En cloque, mode d'emploi (Knocked Up)
    - Nicole Kidman pour le rôle de Margot dans Margot va au mariage (Margot at the Wedding)
    - Emily Mortimer pour le rôle de Karin dans Une fiancée pas comme les autres (Lars and the Real Girl)

- 2008[2] :  
  - Meilleure actrice dans un film dramatique : Angelina Jolie pour le rôle de Christine Collins dans L'Échange (Changeling) ♙
    - Anne Hathaway pour le rôle de Kym dans Rachel se marie (Rachel Getting Married) ♙
    - Melissa Leo pour le rôle de Ray Eddy dans Frozen River ♙
    - Meryl Streep pour le rôle de la sœur Aloysius Beauvier dans Doute (Doubt) ♙
    - Kristin Scott Thomas pour le rôle de Juliette Fontaine dans Il y a longtemps que je t'aime
    - Kate Winslet pour le rôle de Hanna Schmitz dans The Reader ♕

  - Meilleure actrice dans un film musical ou une comédie : Sally Hawkins pour le rôle de Poppy dans Be Happy (Happy-Go-Lucky)
    - Catherine Deneuve pour le rôle de Junon dans Un conte de Noël
    - Kat Dennings pour le rôle de Norah dans Une nuit à New York (Nick and Norah's Infinite Playlist)
    - Lisa Kudrow pour le rôle de Leslie dans Kabluey
    - Debra Messing pour le rôle de Sarah Rodriguez dans Nothing Like the Holidays
    - Meryl Streep pour le rôle de Donna Sheridan dans Mamma Mia ! (Mamma Mia!)

- 2009[3] :  
  - Meilleure actrice dans un film dramatique : Shohreh Aghdashloo pour le rôle de Zahra dans The Stoning of Soraya M. (سنگسار ثريا م)
    - Emily Blunt pour le rôle de Victoria dans Victoria : Les Jeunes Années d'une reine (The Young Victoria)
    - Abbie Cornish pour le rôle de Fanny Brawne dans  Bright Star
    - Penélope Cruz pour le rôle de Magdalena Rivero dans  Étreintes brisées (Los Abrazos rotos)
    - Carey Mulligan pour le rôle de Jenny dans  Une éducation (An Education) ♙
    - Catalina Saavedra pour le rôle de Raquel dans  La Nana

  - Meilleure actrice dans un film musical ou une comédie : Meryl Streep pour le rôle de Julia Child dans Julie et Julia (Julie and Julia) ♙
    - Sandra Bullock pour le rôle de Margaret Tate dans La Proposition (The Proposal)
    - Marion Cotillard pour le rôle de Luisa Contini dans Nine
    - Zooey Deschanel pour le rôle de Summer Finn dans (500) jours ensemble ((500) Days of Summer)
    - Katherine Heigl pour le rôle de Abby Richter dans L'Abominable Vérité (The Ugly Truth)

### Années 2010
- 2010[4] :  
  - Meilleure actrice dans un film dramatique : Noomi Rapace pour le rôle de Lisbeth Salander dans Millénium (Män som hatar kvinnor)
    - Nicole Kidman pour le rôle de Becca Corbett dans Rabbit Hole ♙
    - Jennifer Lawrence pour le rôle de Ree Dolly dans Winter's Bone ♙
    - Helen Mirren pour le rôle de Prospera dans The Tempest
    - Natalie Portman pour le rôle de Nina dans Black Swan ♕
    - Tilda Swinton pour le rôle d'Emma Recchi dans Amore (Io sono l'Amore)
    - Naomi Watts pour le rôle de Valerie Plame dans Fair Game
    - Michelle Williams pour le rôle de Cindy dans Blue Valentine ♙

  - Meilleure actrice dans un film musical ou une comédie : Anne Hathaway pour le rôle de Maggie Murdock dans Love, et autres drogues (Love & Other Drugs)
    - Annette Bening pour le rôle de Nic dans Tout va bien, The Kids Are All Right (The Kids Are All Right) ♙
    - Sally Hawkins pour le rôle de Rita O'Grady dans We want sex (Made in Dagenham)
    - Catherine Keener pour le rôle de Kate dans La beauté du geste (Please Give)
    - Julianne Moore pour le rôle de Jules dans Tout va bien, The Kids Are All Right (The Kids Are All Right)
    - Mary-Louise Parker pour le rôle de Sarah dans Red
    - Marisa Tomei pour le rôle de Molly dans Cyrus

Depuis 2011, fusion en une seule catégorie : Meilleure actrice.
- 2011[5] : Viola Davis pour le rôle d'Aibileen Clark dans La Couleur des sentiments (The Help)
  - Glenn Close pour le rôle d'Albert Nobbs dans Albert Nobbs
  - Olivia Colman pour le rôle de Hannah dans Tyrannosaur
  - Vera Farmiga pour le rôle de Corinne dans Higher Ground
  - Elizabeth Olsen pour le rôle de Martha dans Martha Marcy May Marlene
  - Meryl Streep pour le rôle de Margaret Thatcher dans La Dame de fer (The Iron Lady)
  - Charlize Theron pour le rôle de Mavis Gary dans Young Adult
  - Emily Watson pour le rôle de Margaret Humphreys dans Oranges and Sunshine
  - Michelle Williams pour le rôle de Marilyn Monroe dans My Week with Marilyn
  - Michelle Yeoh pour le rôle d'Aung San Suu Kyi dans The Lady

- 2012[6] : Jennifer Lawrence pour le rôle de Tiffany dans Happiness Therapy (Silver Linings Playbook)
  - Laura Birn pour le rôle d'Aliide Truu nuorena dans Purge (Puhdistus)
  - Jessica Chastain pour le rôle de Maya dans Zero Dark Thirty
  - Émilie Dequenne pour le rôle de Murielle dans À perdre la raison
  - Keira Knightley pour le rôle d'Anna Karénine dans Anna Karénine (Anna Karenina)
  - Laura Linney pour le rôle de Margaret Suckley dans Hyde Park On Hudson
  - Emmanuelle Riva pour le rôle d'Anne dans Amour

- 2014 : Cate Blanchett pour le rôle de Jasmine dans Blue Jasmine
  - Amy Adams pour le rôle de Sydney Prosser dans American Bluff (American Hustle)
  - Sandra Bullock pour le rôle du Dr Ryan Stone dans Gravity
  - Judi Dench pour le rôle de Philomena Lee dans Philomena
  - Adèle Exarchopoulos pour le rôle d'Adèle dans La Vie d'Adèle
  - Julia Louis-Dreyfus pour le rôle d'Eva dans All About Albert (Enough Said)
  - Meryl Streep pour le rôle de Violet Weston dans Un été à Osage County (August: Osage County)
  - Emma Thompson pour le rôle de Pamela L. Travers dans Dans l'ombre de Mary (Saving Mr. Banks)

- 2015 : Julianne Moore pour le rôle d'Alice dans Still Alice
  - Marion Cotillard pour le rôle de Sandra dans Deux jours, une nuit
  - Anne Dorval pour le rôle de Diane Després dans Mommy
  - Felicity Jones pour le rôle de Jane Hawking dans Une merveilleuse histoire du temps (The Theory of Everything)
  - Gugu Mbatha-Raw pour le rôle de Dido Elizabeth Belle dans Belle
  - Rosamund Pike pour le rôle d'Amy Dunne dans Gone Girl
  - Reese Witherspoon pour le rôle de Cheryl Strayed dans Wild

- 2016 : Saoirse Ronan pour le rôle de Eilis Lacey dans Brooklyn
  - Cate Blanchett pour le rôle de Carol Aird dans Carol
  - Blythe Danner pour le rôle de Carol Petersen dans I'll See You in My Dreams
  - Brie Larson pour le rôle de Joy "Ma" Newsome dans Room
  - Carey Mulligan pour le rôle de Maud dans Les Suffragettes (Suffragette)
  - Charlotte Rampling pour le rôle de Kate Mercer dans 45 Years

Depuis 2016, deux lauréates sont désignées: une pour les films produits par les majors du cinéma et une pour les films du cinéma indépendant
- 2017 : Ruth Negga pour le rôle de Mildred Loving dans Loving (major)
 et Isabelle Huppert pour le rôle de Michèle Leblanc dans Elle (indépendant)
  - Amy Adams pour le rôle de Susan Morrow dans Nocturnal Animals
  - Annette Bening pour le rôle de Dorothea Fields dans 20th Century Women
  - Taraji P. Henson pour le rôle de Katherine Johnson dans Les Figures de l'ombre
  - Natalie Portman pour le rôle de Jacqueline "Jackie" Kennedy dans Jackie
  - Emma Stone pour le rôle de Mia Dolan dans La La Land
  - Meryl Streep pour le rôle de Florence Foster Jenkins dans Florence Foster Jenkins

- 2018 : Sally Hawkins pour le rôle d'Elisa Esposito dans La Forme de l'eau (The Shape of Water) (major)
 et Diane Kruger pour le rôle de Katja Sekerci dans In the Fade (Aus dem Nichts) (indépendant)
  - Jessica Chastain pour le rôle de Molly Bloom dans Le Grand Jeu (Molly's Game)
  - Judi Dench pour le rôle de la reine Victoria dans Confident royal (Victoria & Abdul)
  - Frances McDormand pour le rôle de Mildred Hayes dans Three Billboards : Les Panneaux de la vengeance (Three Billboards Outside Ebbing, Missouri)
  - Margot Robbie pour le rôle de Tonia Harding dans Moi, Tonya (I, Tonya)
  - Saoirse Ronan pour le rôle de Christine "Lady Bird" McPherson dans Lady Bird
  - Emma Stone pour le rôle de Billie Jean King dans Battle of the Sexes

Depuis 2018, 2 catégories : Meilleure actrice dans un film dramatique et Meilleure actrice dans un film musical ou une comédie.
- 2019 :
  - Meilleure actrice dans un film dramatique : Glenn Close pour le rôle de Joan Castleman dans The Wife
    - Yalitza Aparicio pour le rôle de Cleo dans Roma
    - Viola Davis pour le rôle de Veronica Rawlings dans Les Veuves (Widows)
    - Nicole Kidman pour le rôle d'Erin Bell dans Destroyer
    - Melissa McCarthy pour le rôle de Lee Israel dans Can You Ever Forgive Me?
    - Rosamund Pike pour le rôle de Marie Colvin dans A Private War

  - Meilleure actrice dans un film musical ou une comédie : Olivia Colman pour le rôle d'Anne d'Angleterre dans La Favorite (The Favourite)
    - Emily Blunt pour le rôle de Mary Poppins dans Le Retour de Mary Poppins (Mary Poppins Returns)
    - Trine Dyrholm pour le rôle de Nico dans Nico, 1988
    - Elsie Fisher pour le rôle de Kayla Day dans Eighth Grade
    - Lady Gaga pour le rôle de Ally Campana Maine dans A Star Is Born
    - Constance Wu pour le rôle de Rachel Chu dans Crazy Rich Asians

### Années 2020
- 2020 :
  - Meilleure actrice dans un film dramatique : Scarlett Johansson pour le rôle de Nicole Barber dans Marriage Story
    - Cynthia Erivo pour le rôle de Harriet Tubman dans Harriet
    - Helen Mirren pour le rôle de Betty McLeish dans L'Art du mensonge (The Good Liar)
    - Charlize Theron pour le rôle de Megyn Kelly dans Scandale (Bombshell)
    - Alfre Woodard pour le rôle de Warden Bernadine Williams dans Clemency
    - Renée Zellweger pour le rôle de Judy Garland dans Judy

  - Meilleure actrice dans un film musical ou une comédie : Awkwafina pour le rôle de Billi Wang dans L'Adieu (The Farewell)
    - Ana de Armas pour le rôle de Marta Cabrera dans À couteaux tirés (Knives Out)
    - Julianne Moore pour le rôle de Gloria Bell dans Gloria Bell
    - Constance Wu pour le rôle de Destiny dans Queens

- 2021 :
  - Meilleure actrice dans un film dramatique : Frances McDormand pour le rôle de Fern dans Nomadland
    - Viola Davis pour le rôle de Ma Rainey dans Le Blues de Ma Rainey (Ma Rainey's Black Bottom)
    - Vanessa Kirby pour le rôle de Martha Weiss dans Pieces of a Woman
    - Sophia Loren pour le rôle de Madame Rosa dans La vie devant soi (La vita davanti a sé)
    - Carey Mulligan pour le rôle de Cassandra "Cassie" Thomas dans Promising Young Woman
    - Kate Winslet pour le rôle de Mary Anning dans Ammonite

  - Meilleure actrice dans un film musical ou une comédie : Maria Bakalova pour le rôle de Tutar Sagdiyev dans Borat, nouvelle mission filmée (Borat Subsequent Moviefilm: Delivery of Prodigious Bribe to American Regime for Make Benefit Once Glorious Nation of Kazakhstan)
    - Rashida Jones pour le rôle de Laura Keane dans On the Rocks
    - Michelle Pfeiffer pour le rôle de Frances Price dans French Exit
    - Margot Robbie pour le rôle d'Harley Quinn dans Birds of Prey (Birds of Prey: And the Fantabulous Emancipation of One Harley Quinn)
    - Meryl Streep pour le rôle de Dee Dee Allen dans The Prom
    - Anya Taylor-Joy pour le rôle d'Emma Woodhouse dans Emma.

- 2022 : 
  - Meilleure actrice dans un film dramatique : Kristen Stewart pour le rôle de Diana Spencer dans Spencer 
    - Jessica Chastain pour le rôle de Tammy Faye Messner dans Dans les yeux de Tammy Faye (The Eyes of Tammy Faye)
    - Olivia Colman pour le rôle de Leda Caruso dans The Lost Daughter
    - Penélope Cruz pour le rôle de Janis dans Madres paralelas
    - Lady Gaga pour le rôle de Patrizia Reggiani dans House of Gucci
    - Nicole Kidman pour le rôle de Lucille Ball dans Being the Ricardos

  - Meilleure actrice dans un film musical ou une comédie : Alana Haim pour le rôle d'Alana Kane dans Licorice Pizza
    - Melissa Barrera pour le rôle de Vanessa dans D'où l'on vient (In the Heights)
    - Jennifer Hudson pour le rôle d'Aretha Franklin dans Respect
    - Renate Reinsve pour le rôle de Julie dans Julie (en 12 chapitres) (Verdens Verste Menneske)

- 2023 : 
  - Meilleure actrice dans un film dramatique : Danielle Deadwyler pour Emmett Till (Till)
  - Cate Blanchett pour Tár
  - Jessica Chastain pour Meurtres sans ordonnance (The Good Nurse)
  - Viola Davis pour The Woman King
  - Vicky Krieps pour Corsage
  - Michelle Williams pour The Fabelmans
  - Meilleure actrice dans un film musical ou une comédie : Michelle Yeoh pour Everything Everywhere All at Once
  - Janelle Monáe pour Glass Onion : Une histoire à couteaux tirés
  - Margot Robbie pour Babylon
  - Emma Thompson pour Mes rendez-vous avec Leo (Good Luck to You, Leo Grande)

- 2024 : 
  - Meilleure actrice dans un film dramatique : Lily Gladstone – Killers of the Flower Moon 
  - Penélope Cruz – Ferrari
  - Sandra Hüller – Anatomie d'une chute
  - Greta Lee – Past Lives – Nos vies d'avant
  - Carey Mulligan – Maestro
  - Natalie Portman – May December
  - Meilleure actrice dans un film musical ou une comédie : Emma Stone – Pauvres Créatures (Poor Things)
  - Fantasia Barrino – La Couleur pourpre (The Color Purple)
  - Alma Pöysti – Les Feuilles mortes
  - Margot Robbie – Barbie
  - Cailee Spaeny – Priscilla

- 2025 : 
  - Meilleure actrice dans un film dramatique : Fernanda Torres – Je suis toujours là (Ainda Estou Aqui)
  - Lily-Rose Depp – Nosferatu
  - Angelina Jolie – Maria
  - Nicole Kidman – Babygirl
  - Saoirse Ronan – The Outrun
  - Tilda Swinton – La Chambre d'à côté (The Room Next Door)
  - Meilleure actrice dans un film musical ou une comédie : Demi Moore – The Substance
  - Cynthia Erivo – Wicked
  - Karla Sofía Gascón – Emilia Pérez
  - Mikey Madison – Anora
  - Winona Ryder – Beetlejuice Beetlejuice
  - June Squibb – Thelma

## Statistiques

### Nominations multiples
9 : Meryl Streep
6 : Judi Dench, Nicole Kidman
5 : Annette Bening, Cate Blanchett, Julianne Moore
4 : Laura Linney, Sigourney Weaver, Kate Winslet, Reese Witherspoon
3 : Amy Adams, Joan Allen, Sandra Bullock, Glenn Close, Toni Collette, Marion Cotillard, Sally Hawkins, Keira Knightley, Helen Mirren, Natalie Portman, Julia Roberts, Tilda Swinton, Charlize Theron, Emily Watson, Renée Zellweger
2 : Brenda Blethyn, Helena Bonham Carter, Jessica Chastain, Julie Christie, Penélope Cruz, Maggie Gyllenhaal, Anne Hathaway, Katherine Heigl, Angelina Jolie, Catherine Keener, Lisa Kudrow, Diane Lane, Jennifer Lawrence, Frances McDormand, Carey Mulligan, Gwyneth Paltrow, Saoirse Ronan, Emma Stone, Hilary Swank, Kristin Scott Thomas, Naomi Watts, Michelle Williams, Robin Wright

### Récompenses multiples
2 : Cate Blanchett, Sally Hawkins, Meryl Streep, Hilary Swank